# John Berger (Skilangläufer)
John Filip Berger (* 31. Juli 1909 in Sävast; † 12. Januar 2002 in Sundbyberg) war ein schwedischer Skilangläufer.
Berger, der für den Jokkmokks SK startete, gewann bei den Olympischen Winterspielen 1936 in Garmisch-Partenkirchen die Bronzemedaille mit der Staffel und wurde im selben Jahr schwedischer Meister mit der Staffel von Jokkmokks SK. Bei den Nordischen Skiweltmeisterschaften 1938 in Lahti belegte er den 13. Platz über 18 km.